# Sinfjötli
Sinfjötli est un héros de la mythologie nordique.

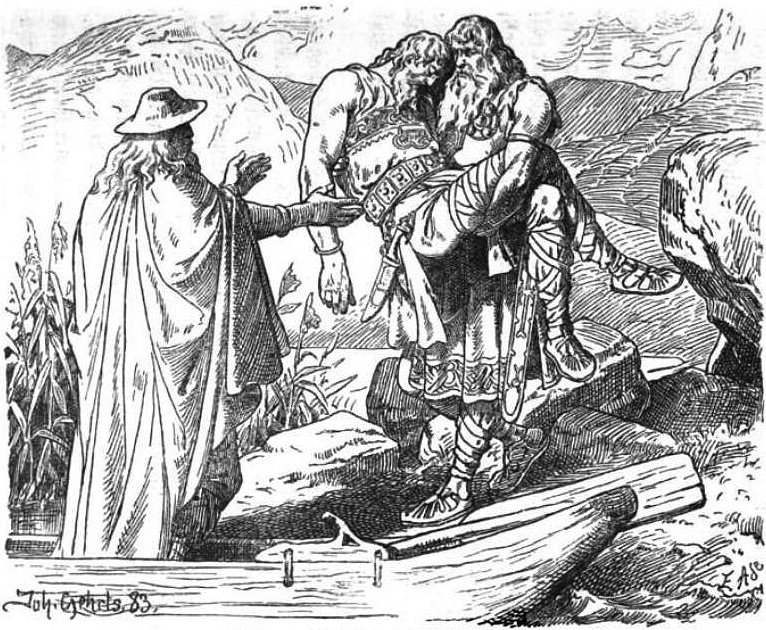
Odin emporte le corps de Sinfjötli (illustration de Johannes Gehrts, 1883)

Il est le fils de Sigmund et de sa sœur Signý. La Völsunga saga décrit comment, aux côtés de son père, il venge Völsung en tuant Siggeir, le roi des Gauts.
De retour au pays des Völsungs, Sigmund épouse Borghild, qui déteste Sinfjötli. Afin de le tuer, elle lui présente lors d'un banquet une coupe de vin. Soupçonneux, il la refuse, et Sigmund la boit à la place. Une seconde coupe offerte par Borghild subit le même sort, mais à la troisième, qui contient du poison, Sigmund est ivre et Sinfjötli doit la boire ; il en meurt (en effet, Sigmund était immunisé à tous les poisons, mais son fils était vulnérable à ceux qu'il pourrait ingérer).
Sigmund emporte le corps de son fils et se rend jusqu'à un fjord. Là, un passeur lui propose de le faire franchir le bras de mer, mais son bateau étant trop petit, il n'emporte que le corps de Sinfjötli. Sigmund le lui remet, et le bateau disparaît peu après ; le passeur était en réalité Odin, venu emporter Sinjfötli à la Valhöll.
Il est mentionné dans le poème anglo-saxon Beowulf sous le nom de Fitela.